# アイスグリーン
アイスグリーンは、氷の裂け目に見られるような透明感のある青緑色。

## 色材
和名は白緑色で、緑青を粉砕した日本画の絵具である。

## アイスグリーンに関する事項
- 西日本鉄道（西鉄）天神大牟田線・太宰府線・甘木線向けの通勤形電車は、5000形から7000形・7050形までこの色を採用していた[1]。
- Windows 2000までのバージョンではタイトルバーの表示設定にこの色を選択できる。
- トイレの便器にも採用されたり、女性用下着にも採用された例も多い。

## 近似色
- 青
- 緑